# Biennale (evento culturale)
Le biennali sono eventi culturali che si ripetono ogni due anni. Per antonomasia il termine è utilizzato per definire grandi eventi culturali ricorrenti con cadenza biennale, triennale, quadriennale o quinquennale. Proprio il termine italiano "biennale" è utilizzato anche in altre lingue per indicare queste grandi manifestazioni ricorrenti e fa riferimento alla Biennale di Venezia, considerata il primo modello di questo genere di eventi.

## Storia
La Biennale di Venezia è la prima biennale creata nel 1895. 
Gli anni Novanta sono caratterizzati da un moltiplicarsi esponenziale di biennali nel mondo. Questo ha fatto sì che il genere d'evento sia stato al centro di analisi e ricerche sul sistema dell'arte e sul rapporto tra mostre e territorio.

## Caratteristiche
Esistono innumerevoli eventi culturali che utilizzano nel loro titolo la parola "biennale". Le biennali possono essere d'arte contemporanea, cinema, grafica, fumetto, fotografia, arte digitale, architettura, disegno, teatro, danza, musica.
La maggior parte delle biennali hanno nel loro stesso titolo il nome del luogo dove si svolgono. La relazione con la città che dà loro il nome è una caratteristica dominante degli eventi ed è stata oggetto di diverse analisi. Le biennali nascono nella maggior parte dei casi da una volontà o con il coinvolgimento diretto del governo e delle municipalità; le pubbliche amministrazioni sostengono questi grandi eventi per la loro capacità di attirare un grande pubblico, promuovere l'immagine del Comune e della Nazione, e far aumentare il turismo. Secondo Marilena Vecco anche la Biennale di Venezia è nata nel 1887 con l'obiettivo di risollevare e rinforzare l'immagine di Venezia. Questa vocazione turistica delle biennali - insieme alla loro enorme diffusione nel mondo - è stata anche oggetto di critiche. Peter Schjeldahl nel "The New Yorker" ha parlato di Festivalism (festivalizzazione) del mondo dell'arte, per sottolineare la leggerezza di questi eventi, ormai diffusi su tutto il pianeta, che puntano più sulla visibilità che sui contenuti
Un altro genere di biennali è quello itinerante. Queste esposizioni hanno sede ad ogni edizione in un posto diverso ma sono coordinate da un unico ente che coinvolge esperti e rappresentanti di più paesi. Anche il Festival Mondial des Arts Nègres, avviato nel 1966 a Dakar e itinerante, viene oggi analizzato tra le biennali.

## Geografia
Il panorama delle biennali è internazionale. Esistono biennali in tutti i continenti del mondo. La Biennale di Venezia è modello ma non è l'unico. Ogni biennale si caratterizza in modo specifico a seconda dal suo contesto locale, nazionale, internazionale e tematico.
- Biennali africane
- Biennali di architettura
- Biennali di arte visiva
- Biennali di cinema